# Gerd
El gerd, gerdó, gerdonera, cordonera o ru en alguerés (Rubus idaeus) és un arbust de la família de les rosàcies. Però el "gerd" també és un color que correspon al color dels gerds.

## Distribució
Procedent del nord d'Àsia i d'Europa oriental (excepte en zones molt septentrionals), a Catalunya el gerd creix al Pirineu, al Prepirineu i en alguns llocs de la serralada Prelitoral, però esdevé rar al sud del Montseny.
Aquesta planta no es troba al País Valencià ni a les Illes. És una planta oportunista i molt fàcil de cultivar, ja que té una gran capacitat de reproducció i una gran resistència.

## Etimologia
Es creu que es va descobrir al mont Ida a Grècia, aleshores els romans la van batejar d'aquesta manera: Rubus idaeus.
- Rubus ve del llatí ruber que significa ‘vermell’, pel color dels seus fruits.
- Idaeus significa ‘del mont Ida’ (pel seu lloc de descobriment).

El gerd, gerdó o mora roja és el fruit de la gerdera, gerdoner(a), planta dels gerds o romeguera sense punxes o cordonera.

## Descripció morfològica
El gerd es descriu com un arbust caducifoli proveït d'una tija perenne curta i subterrània (o rizoma), en el qual es formen anualment una sèrie de canyes o rebrots. El gerd fa entre 1 i 2 metres d'alçada i presenta tiges llenyoses arrodonides i amb branques penjants proveïdes d'espines primes i rectes poc resistents. Les fulles són pinnades, amb 3, 5 o 7 folíols verds a l'anvers i blanquinoses i peludes pel revers. Els folíols són tots sèssils o gairebé, excepte el de l'extrem, que té pecíol.
Les flors són blanques, hermafrodites i autofèrtils en la majoria de les varietats. La corol·la està formada per 5 pètals poc vistosos i el calze és persistent i format per 5 sèpals.
Presenta nombrosos estams lliures i té diversos ovaris, però només un òvul fèrtil, de manera que cada ovari originarà una petita drupa.
El fruit és un agregat de diverses drupes (polidrupa) anomenat gerd, de color vermell no brillant i pilós, que madura a l'estiu o tardor.
El gerd és molt semblant a la mora de l'esbarzer, però se'n diferencia perquè conserva el seu color vermell en la maduresa, mentre que les mores dels esbarzers es tornen negres en el seu estat madur.

## Ecologia
El gerd viu sobretot en marges de terra de camins, clarianes de bosc i terreny silícic rocallós. En climes atlàntics tendirà a créixer en zones baixes mentre que en climes càlids ho farà en zones més elevades.

## Farmacologia

### Part utilitzada
Els seus principis actius es troben tant en les fulles com en el fruit o les llavors.

### Composició química
Els fruits contenen d'1-2% d'àcids orgànics, dels quals un 90% és àcid cítric. A més a més, en aquests hi ha vitamina C, diversos sucres i pectina. Les llavors contenen un 24% d'oli essencial i les fulles flavonoides, principalment glucòsids de kempferol i tanins com els el·lagitanins, els compostos de fenol de les fulles que, com és sabut, tenen funció antioxidant i oscil·len entre 4,8 i 12,0 mg d'equivalents d'àcid gàl·lic.
S'ha caracteritzat per un nombre considerable d'antocianines, entre les quals s'ha de destacar cianidin-3-soforòsid, cianidin-3-(2(G)-glucosilrutinòsid), cianidin-3-sambubiòsid, cianidin-3-rutinòsid i cianidin-3-xilosilrutinòsid.

### Usos medicinals
A més de ser comestible, del fruit s'obté un xarop oficinal molt perfumat, colorants i modificadors del sabor.
Tradicionalment les fulles s'han utilitzat com a relaxant uterí, com a estimulant i en infusió, per al tractament de diarrees i altres trastorns gastrointestinals.
S'ha utilitzat també en aquesta forma per a l'alleugeriment simptomàtic dels constipats i a Europa també per a facilitar els parts.

### Accions farmacològiques
- Fulles: astringent, antiinflamatori i diürètic.
- Fruit: vitamínic i aromatitzant.

### Toxicitat
Les fulles, a causa del seu contingut en tanins, poden produir molèsties gàstriques en persones predisposades.

## Gastronomia

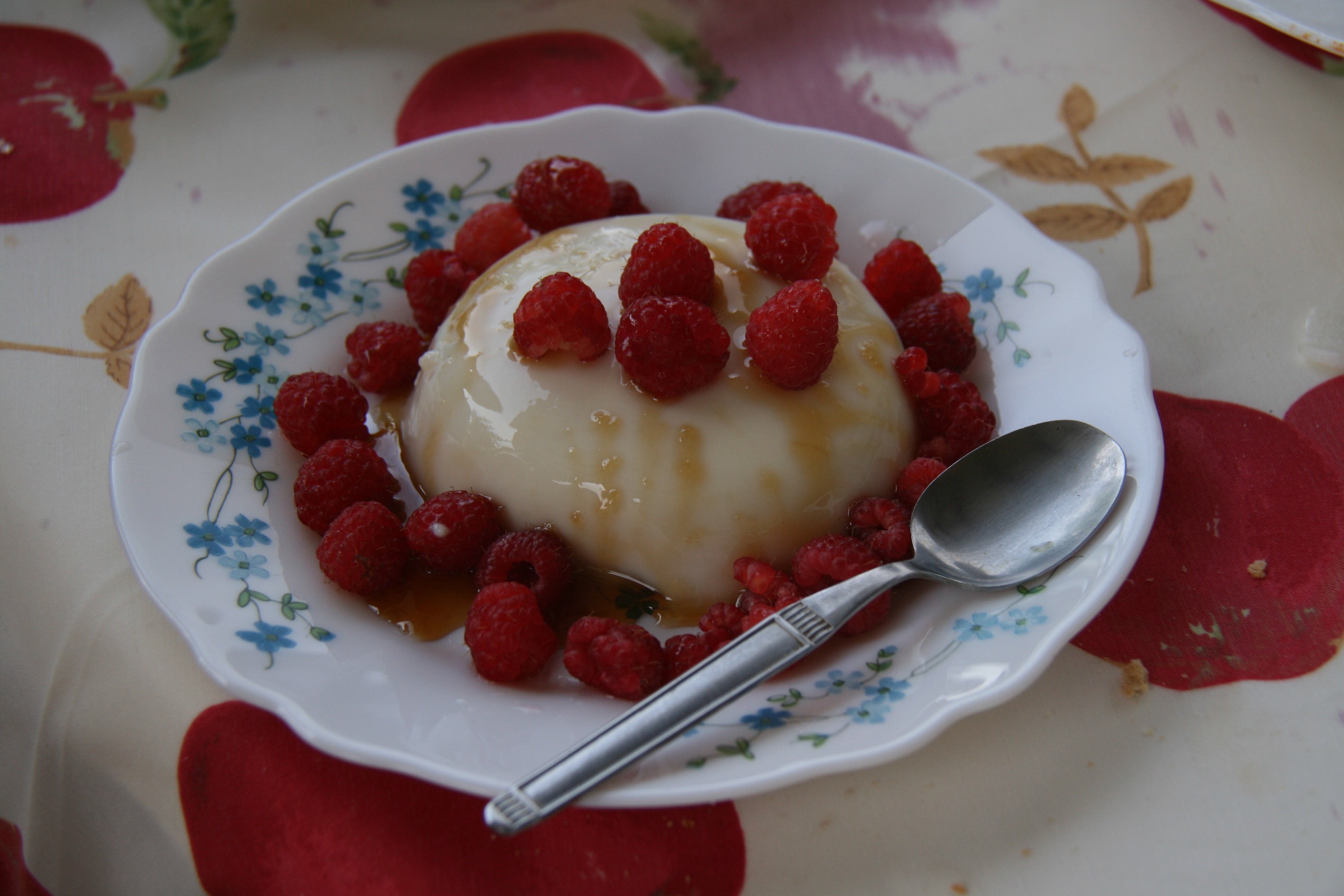
Postres de gerds amb formatge fresc i mel

El gerd és un bon fruit comestible, una mica més àcid que la maduixa, però amb un gust propi molt característic i intens. S'utilitza sovint en pastisseria.
És l'ingredient principal d'una de les melmelades més populars.

## Color gerd
El color gerd és un color de la gamma dels roigs que correspon al color dels gerds. El primer cop que s'usà el terme raspberry per definir un color en anglès fou en 1892, i ha estat usat en les banderes i uniformes dels cosacs. Apareix al títol de la cançó Raspberry beret de Prince.

## Galeria d'imatges

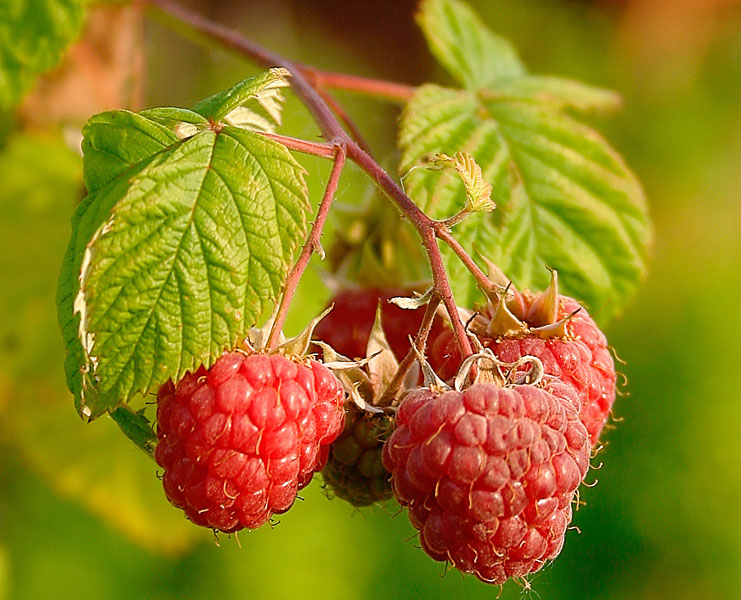
Detall de fruits
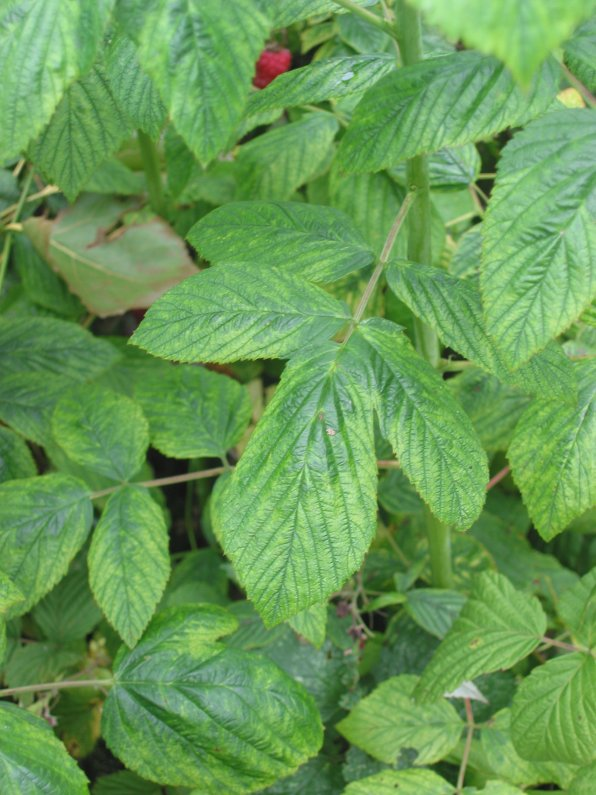
Detall de fulles
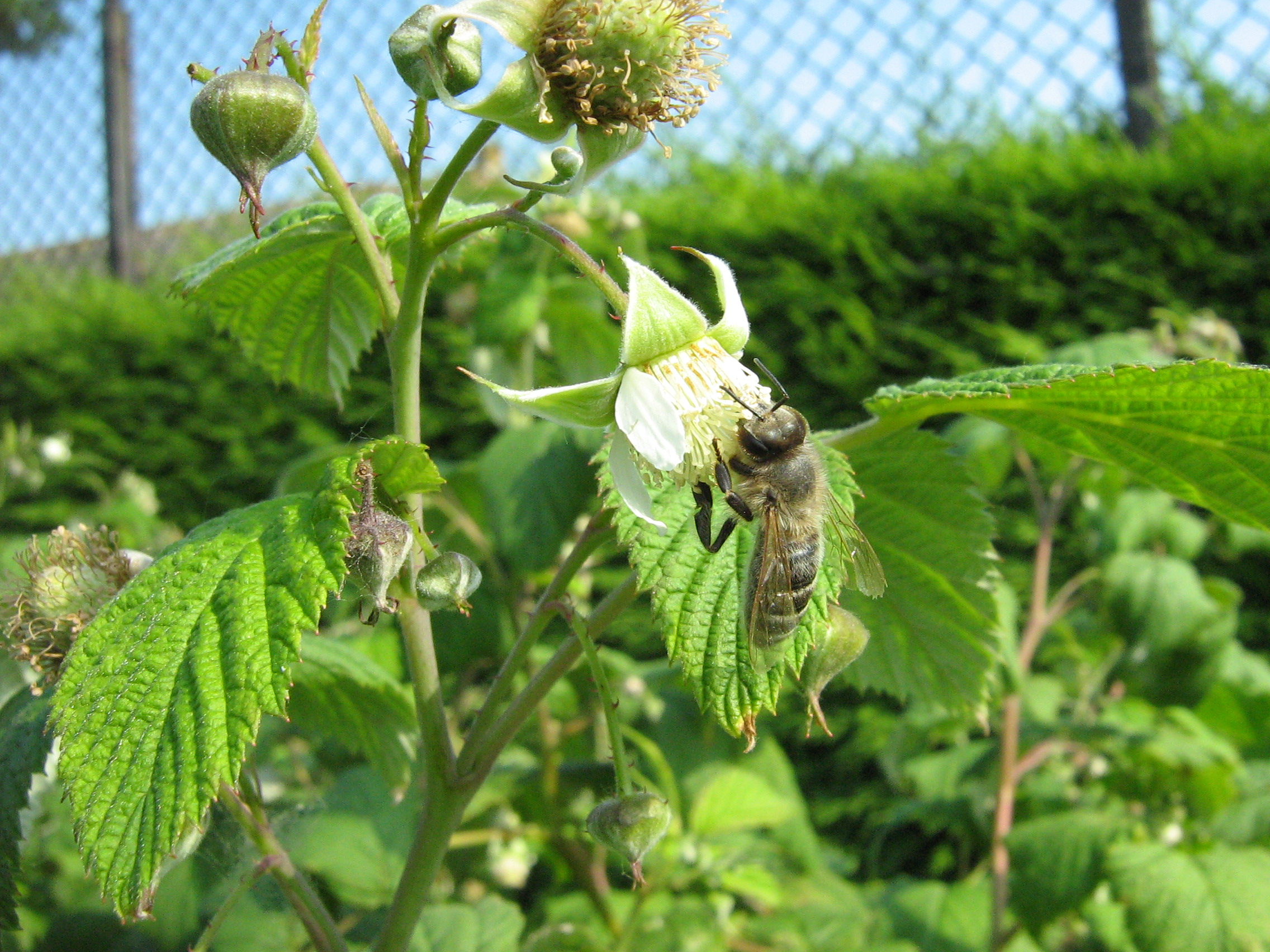
Detall de flors
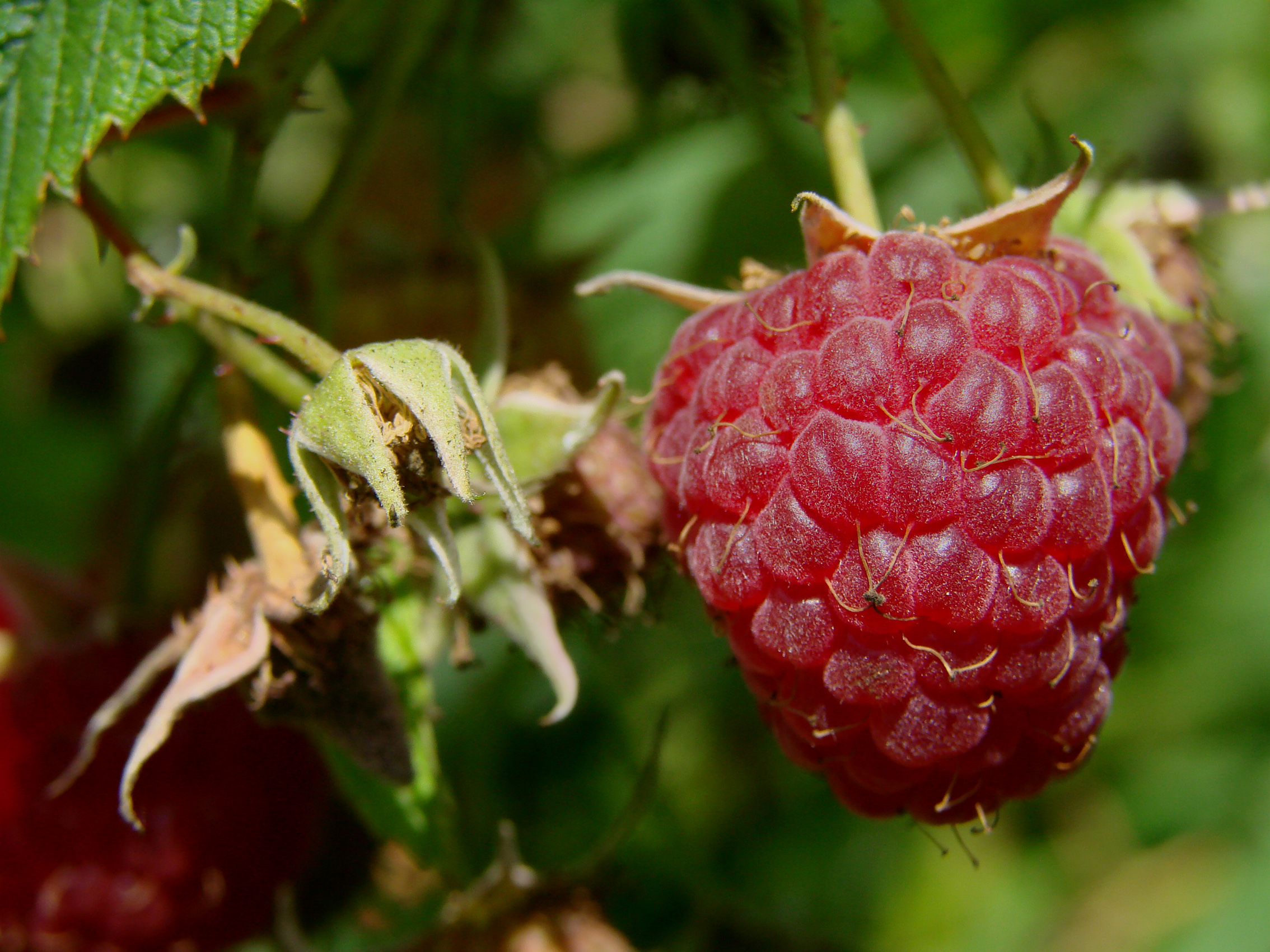
Detall de fruit
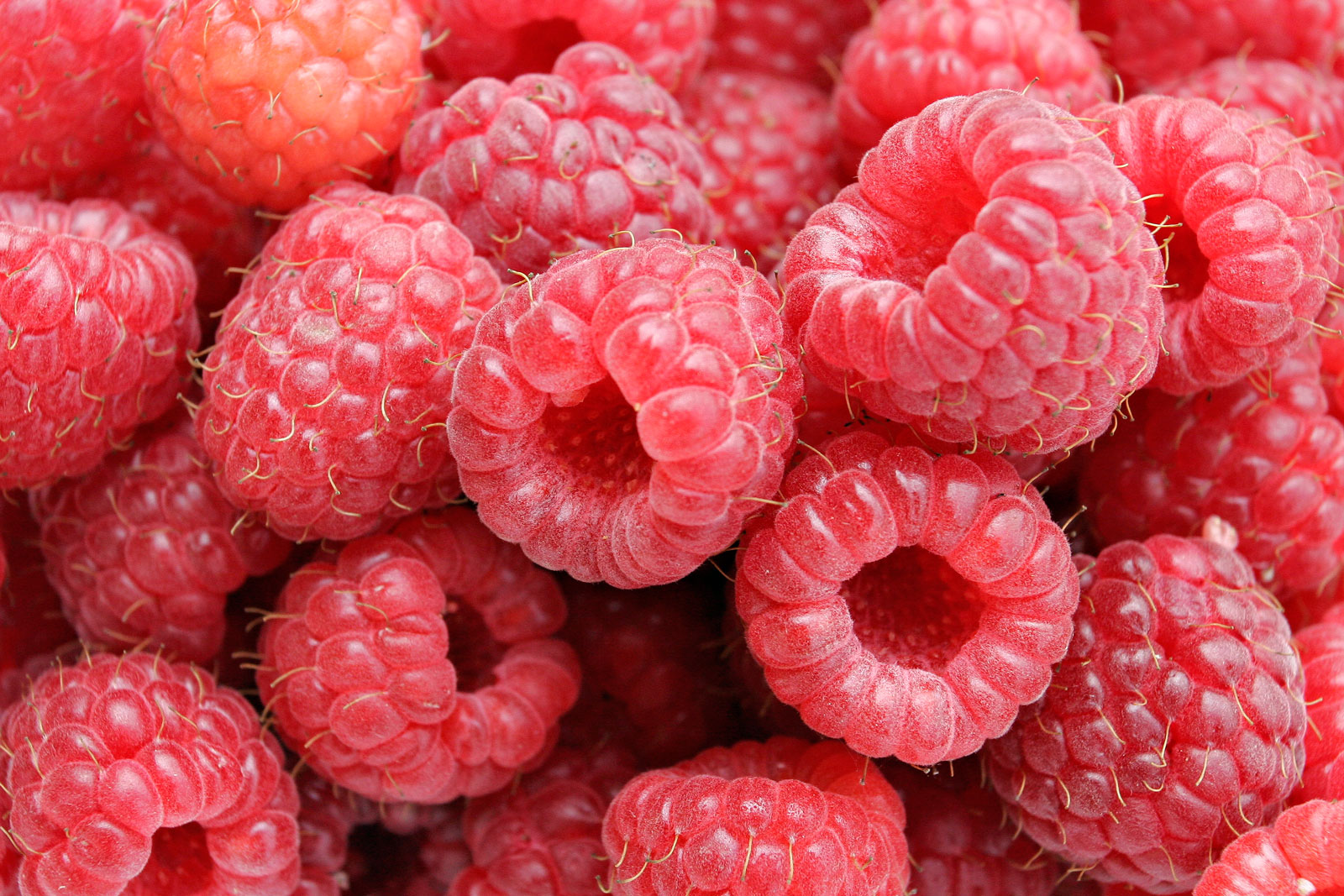
Gerds